# Ryan Rollins

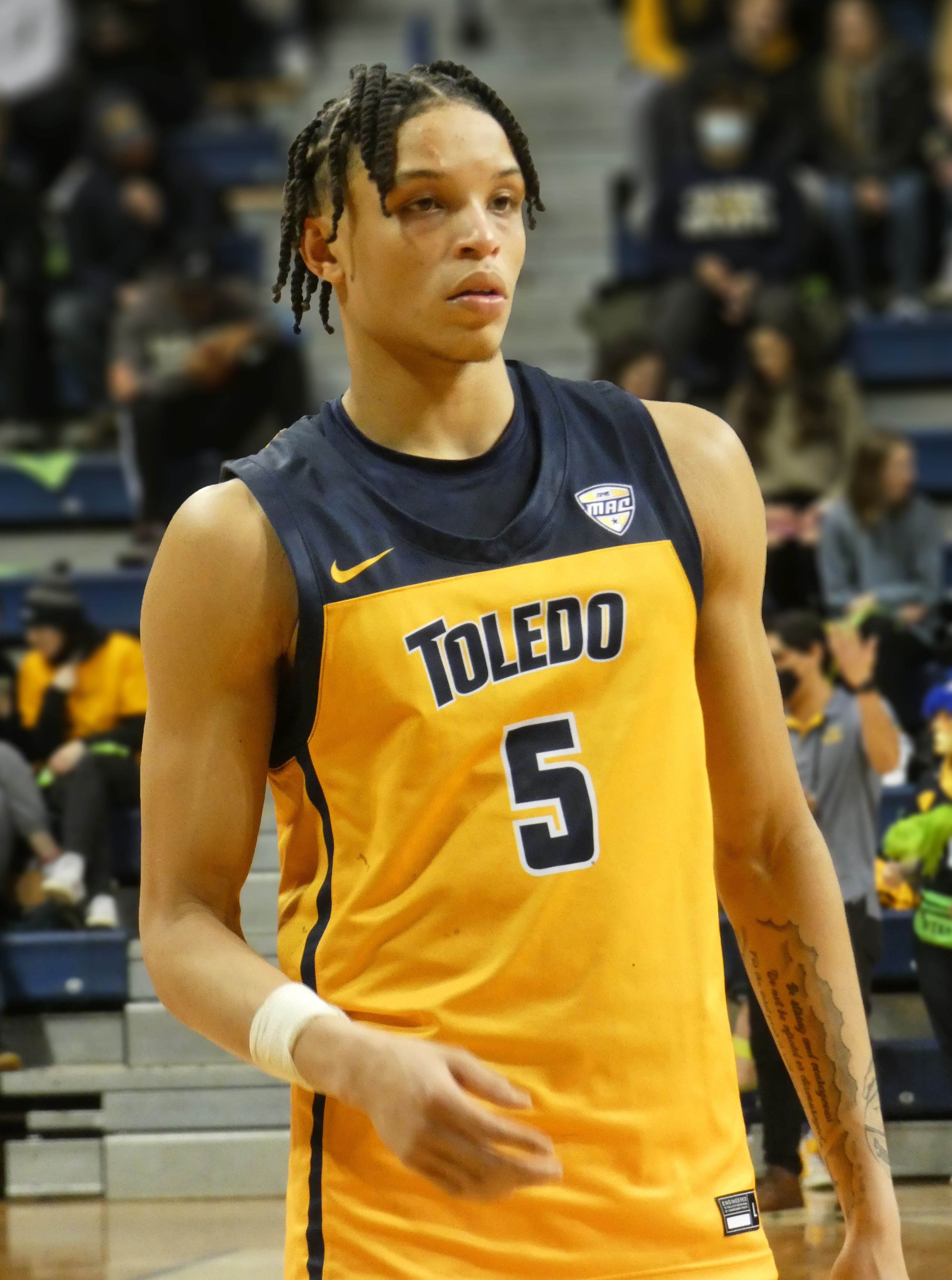
Ryan Rollins, 2022.

Ryan Anthony Rollins, född 3 juli 2002 i Detroit i Michigan, är en amerikansk professionell basketspelare (SG) som spelar för Milwaukee Bucks i National Basketball Association (NBA). Han har tidigare spelat för Golden State Warriors och Washington Wizards.
Rollins draftades av Atlanta Hawks i andra rundan i 2022 års draft som 44:e spelare totalt.
Innan han blev proffs studerade Rollins vid University of Toledo och spelade för universitetets idrottsförening Toledo Rockets.